# Le Tremblay (Maine i Loira)
Le Tremblay és un municipi francès situat al departament de Maine i Loira i a la regió de País del Loira. L'any 2007 tenia 346 habitants.

## Demografia

### Població
El 2007 la població de fet de Le Tremblay era de 346 persones. Hi havia 130 famílies de les quals 28 eren unipersonals (12 homes vivint sols i 16 dones vivint soles), 39 parelles sense fills, 55 parelles amb fills i 8 famílies monoparentals amb fills.
La població ha evolucionat segons el següent gràfic:
Habitants censats

### Habitatges
El 2007 hi havia 152 habitatges, 131 eren l'habitatge principal de la família, 17 eren segones residències i 4 estaven desocupats. 145 eren cases i 5 eren apartaments. Dels 131 habitatges principals, 94 estaven ocupats pels seus propietaris, 37 estaven llogats i ocupats pels llogaters i 1 estava cedit a títol gratuït; 2 tenien una cambra, 5 en tenien dues, 17 en tenien tres, 34 en tenien quatre i 74 en tenien cinc o més. 95 habitatges disposaven pel capbaix d'una plaça de pàrquing. A 70 habitatges hi havia un automòbil i a 55 n'hi havia dos o més.

### Piràmide de població
La piràmide de població per edats i sexe el 2009 era:
| Homes | Edats   | Dones |
| ----- | ------- | ----- |
| 0     | 95 o +  | 0     |
| 0     | 90 a 94 | 0     |
| 0     | 85 a 89 | 0     |
| 0     | 80 a 84 | 0     |
| 12    | 75 a 79 | 20    |
| 0     | 70 a 74 | 12    |
| 4     | 65 a 69 | 4     |
| 24    | 60 a 64 | 8     |
| 4     | 55 a 59 | 4     |
| 20    | 50 a 54 | 16    |
| 12    | 45 a 49 | 20    |
| 12    | 40 a 44 | 8     |
| 8     | 35 a 39 | 8     |
| 20    | 30 a 34 | 16    |
| 4     | 25 a 29 | 0     |
| 8     | 20 a 24 | 20    |
| 36    | 15 a 19 | 16    |
| 24    | 10 a 14 | 20    |
| 20    | 5 a 9   | 16    |
| 12    | 0 a 4   | 8     |

## Economia
El 2007 la població en edat de treballar era de 227 persones, 165 eren actives i 62 eren inactives. De les 165 persones actives 152 estaven ocupades (82 homes i 70 dones) i 13 estaven aturades (5 homes i 8 dones). De les 62 persones inactives 22 estaven jubilades, 24 estaven estudiant i 16 estaven classificades com a «altres inactius».

### Ingressos
El 2009 a Le Tremblay hi havia 131 unitats fiscals que integraven 338 persones, la mediana anual d'ingressos fiscals per persona era de 13.763 €.

### Activitats econòmiques
Dels 8 establiments que hi havia el 2007, 2 eren d'empreses de fabricació d'altres productes industrials, 4 d'empreses de comerç i reparació d'automòbils, 1 d'una empresa d'hostatgeria i restauració i 1 d'una empresa de serveis.
L'any 2000 a Le Tremblay hi havia 42 explotacions agrícoles que ocupaven un total de 1.475 hectàrees.

## Equipaments sanitaris i escolars
El 2009 hi havia una escola elemental.

## Poblacions més properes
El següent diagrama mostra les poblacions més properes.